# قائمة مؤلفات الكندي
عُرف بالكندي وكُنيّ بأبي يوسف واسمه يعقوب بن إسحاق عاش بين عامي 800 حتّى 870 ميلادياً؛ لم يُذكر ميلاده بدقّةٍ إلا أن المؤرخين قدروا حياته في القرنِ الثالثِ للهجرة ومنهم من أكدّ أنّه كان حياً في القرن الثاني كالباحث في الفلسفة في جامعة روما في القرن التاسع عشر ناجي الإيطالي، حيث اعتبر أن وفاته كانت قُرابة 258 هجرية وعاش نحو سبعين عاماً.
ذكر ابن النديم في كتابه الفهرست أن لإبي يعقوب بن إسحاق الكندي قرابة المئتين وواحد وثلاثون كتاباً موّزعةً في نواحي العلمِ كافة وقد سرد مؤلفات الكندي أيضاً القفطي وابن ابي أصيبعة وهناك من أحصى كتبه من المؤرخين في التاريخ الحديث إلاّ أنهم اختلفوا في عددها وأسمائِها مثل جميل العظم واسماعيل باشا البغدادي إلاّ أن ما بقي منها إلى الآن ثمانيةُ كُتب فقط.

## مؤلفات الكندي الثمان الباقية
- كتاب في إلهيات أرسطو أو كلام في الربوبية، مترجم عن فيلسوف اليونان ومنه نسخة خطية ببرلين.
- رسالة في الموسيقى.
- رسالة في معرفة قوى الأدوية المركبة بمكتبة منشن، وترجمتها اللاتينية مطبوعة.
- رسالة في المد والجزر(بمكتبة أكسفورد).
- علة اللون اللازوردي الذي يرى في الجو(بمكتبة أكسفورد).
- ذات الشعبتين وهي آلة فلكية في ليدن.
- اختيارات الأيام.
- مقالة تحاويل السنين، في الاسكوريال وغيرها.[4]

## مؤلفات الكندي

### في الفلسفة

رسالئل الكندي الفلسفية الجزء الأول

- الفلسفة الأولى فيما دون الطبيعيات والتوحيد
- الفلسفة الداخلة والمسائل الطبيعية والنعتاصة وما فوق الطبيعيات
- رسالة في أنّه لا تنا الفلسفة إلى بعلم الرياضيات
- كتاب الحث على تعلم الفلسفة
- ترتيب كتب ارسطاليس
- كتاب في قصد ارسطاليس في المقولات اياها قصداً والموضوعة لها
- مائية العلم وأقسامه
- أقسام العلم الإنسي
- السالة الكبري في المقياس العلمي
- كتاب في أن أفعال الباري جل اسمه كلها عدل لا جور فيها
- في مائية الشي الذي لا نهاية له وبأي نوع يقال الذي لا نهاية له
- الرسالة في الإبانة إن لم لمكن أن يكون جرم العالم بلا نهاسة، وإن ذلك أنما هو في القوة
- في الفاعلة والمنفعلة من الطبيعيات الأولى
- عبارت الجوامع الفكري
- مسائل سئُل عنها في منقعة الرياضيات
- في بحث قول المدعي أن الأشياء الطبيعة تفعل فعلاً واحداً
- في أوائل الأشياء المحسوسة
- رسالة الترفق في الصناعات
- رسالة في رسم رقاع إلى الخلفاء والوزراء
- رسالة في قسمة القانون
- رسالة في مائية العقل والإبانة عنه

### في المنطق

رسائل الكندي الفلسفية الجزء الثاني

- رسالة في المدخل المنطقي باستيفاء القول فيه
- رسالة في المدخل المنطقي باختصار وايجاز
- رسالة في المفولات العشر
- رشالة في الإبانة عن قول بطليموس فيأول كتابه المجسطى عن قول أرسطاليس في أنالوطيقيا
- رسالة في الاحتراس من خداع الفسطائين
- رساة بايجاز واختصار في البرهانالمنطقي
- رسالة في الأصوات الخمسة
- رسالة في سمع الكيان
- رسالة في عمل آلة محرجة الجوامع

### في الحساب
- رسالة في المدخل إلى الأثماطيقي (خمس مقالات)
- رسالة في استعمال الحساب الهندي (أربع مقالات)
- رسالة في الإبامة من الأعداد التي ذكرها فلاطن في كتابة السياسية
- رسالة في تأليف الأعداد
- رسالة في التوحيد من جهة العدد
- رسالة في استخراج الخبئ والضمير
- رسالة في الزجر والفأل من جهة العدد
- رسالة في الخطوط الوضرب بعدد الشعير
- رسالة في الكمية المضافة
- رسالة في النسب الزمانية
- رسالة في الحيل العددية وعلم أضمارها

### في الكريّات
- رسالة في أن العالم وكل ما فيه كرى الشكل
- رسالة في الإبانة عن أنه ليس من شيء من العناصلر الأولى والجرم الأقصى غير كرى
- رسالة في أن السكرة أعظم الأشكال الجرمية، والدائة أعظم من جميع الأشكال البسيطة
- رسالة في أن سطح ماء البحر كرى
- رسالة في تسطيح الكُرة
- رسالة في الكريات
- رسالة في عمل السمت على كرى
- رسالة في عمل الحلق الست واستعمالها

### في الموسيقى
- الرسالة الكُبرى في التأليف

رسالة الكندي في اللحون والنغم

- رسالة في ترتيب النفم الدالى على طبائع الأشخاص العالية وتشابع التأليف
- رسالة في الإيقاع
- رسالة في المدخل إلى صناعة الموسيقى
- رسالة في خبر صناعة التأليف
- رسالة في صناعة الشعر
- رسالة في الأخبار عن صناعة الموسيقى

### في النجوم
- رسالة في أن رؤية الهلال لا تُضبط بالحقيقة، وإنما القول فيها بالتقريب
- رسالة في مسائل سُئل عنها في أحوال الكواكب
- رسالة في جواب مسائل طبيعية في كيفيات نجومية
- رسالة في مطرح الشعاع
- رسالة في الفصلين
- رسالة فيما يُنس إليه كل بلد من البدان، إلى برج من البروج وكوكب من الكواكب
- رسالة فيما سُئل عنه في شرح ما عرض له الاختلاف في صور المواليد
- رسالة فيما حكى من أعمار الناس في الزمن القديم وخلافها في هذا الزمن
- رسالة في تصحيح عمل نمو دارات المواليد والهيلاج والكتخداه
- رسالة في إيضاح علّة رجوع الكواكب
- رسالة في الشعاعات
- رسالة في سرعة ما يرى من حركة الكواكب إذا كانت في الأُفق، وإبطائها كلما علت
- رسالة في الإبانة عن الاختلاف الذي في الأشخاص العالية
- رسالة في فصل ما بين التسيير وعمل الشعاع
- رسالة في عللِ الأوضاع النجومية
- رسالة منسوبة إلى الأشخاص العالية المُسماة سعادة ونحاسة
- رسالة في علل القوى المنسوبة إلى الأشخاص العالية الدالة على المطر
- رسالة في علل أحداث الجو
- رسالة في العلّة التي لها يكون بعض المواضع لا تكاد تمطر

### في الهندسة
- رسالة في أغرض كتاب اقليدس
- رسالة في إصلاح كتاب إقليدس
- رسالة في اختلاف المناظر
- رسالة فيما نسب القدماء مل واحد من المجسمات الخمس إلى العناصر
- رسالة في تقريب قول ارشيميدس في قدر قطر الدائرة من محيطها
- رسالة في عمل شطل المّوسطين
- رسالة في تقريب وتر الدائرة
- رسالة في تقريب وتر التسع
- رسالة في مساحة أيوان
- رسالة في تقسيم المثلث والمربع وعملهما
- رسالة في كيفية عمل دائرة مساوية لسطح اسطوانة مفروضة
- رسالة في شروق الكواكب وغروبها بالهندسة
- رسالة في قسمة الدائرة ثلاثة أقسام
- رسالة فيإصلاح المقالة الرابعة عشر والخامسة عشر من كتاب اقليدس
- رسالة في البراهين المساحية لما يُعرض في الحسابات الفلكية
- رسالة في تصحيح قول اسقلاوس في المطالع
- رسالة في اختلاف مناظر المرآة
- رسالة في صنعة الاسطرلاب في الهندسة
- رسالة فياستخراج خط نصف النهار وسَمْت القبلة بالهندسة
- رسالة في عمل الرخامة بالهندسة
- رسالة في استخراج الساعات على نصف كرة بالهندسة
- رسالة في السوانح
- رسالة في عمل الساعات على صفيحة تنصب على السطح الموازي للأقث خير من غيرها

### في علم الفلك
- في امتناع وجود مساحة الفلك الأقصى المُدبر للأفلاك
- رسالة في ظاهريات الفلك
- رسالة في أن طبيعة الفلك مُخالفة لطبائع العناصر الأولية وأنّه طبيعة خامسة
- رسالة في العالم الأقصى
- رسالة في سجود الجرم الأقصى لباريه
- رسالة في الرد على المنانية في العشر مسائل في موضوعات الفلك
- رسالة في الصور
- رسالة في أنّه لا يمكن أن يكون جُرم العالم بلا نهاية
- رسالة في المناظر الفلكية
- كتاب في امتناع الجرم الأقصى عن الاستحالة
- رسالة في صناعة بطلميوس الفلكية
- رسالة في تناهي جُرم العالم
- رسالة في المعطيات
- رسالة في مائية الفلك واللون اللازم اللازَوَدي المحسوس في جهة السماء
- رسالة في مائية الجرم الحامل بطباعة للألوان من العناصر الأربعة
- رسالة في البرهان على الجسم السائر ومائية الأضواء والظلام

### في الطب
- رسالة في الطب البقراطي
- رسالة في الغذاء والدواء المهلك
- رسالة في الأبخرة المُصلحة للجو من الأوباء
- رسالة في الأدوية المُشفية من الروائح المؤذية
- رسالة في كيفية إسهال الأدولية وانجذاب الأخلاط
- رسالة في علّة نفث الدم
- رسالة في أشفية السموم
- رسالة في تدبير الأصحاء
- رسالة في على بحارية الأمراض الحادة
- رسالة في نفس العضو الرئيس من الإنسان والإبانة عن الألباب
- رسالة في كيفية الدماغ
- رسالة في علّة الجذام وأشفيته
- رسالة في عضّة الكاب الكَلِب
- رسالة في الأعراض الحادثة من البلغم وعلّة الموت فجأة
- رسالة في وجع المعدة والنقرس
- رسالة إلى رجل في علّة شكاها إليه
- رسالة في أقسام الحميّات
- رسالة في أعراض الطحال الجاسي في الأعراض السوداوية
- رسالة في أجساد الحيوان إذا فسدت
- رساة في قدر منفعة صناعة الطب
- رسالة في صنعة أطعمة من غير عناصرها
- رسالة في تغيير الأطعمة

### في الإحكاميات
- رسالة في تقدمة المعرفة بالاستدلال بالأشخاص العالية على لمسائل
- الرسالة الأولى والثانية والثالثة في صناعى الأحكام بتقاسيم
- رسالة في مدخل الأحكام على المسائل
- رسالة في المسائل
- رسالة في دلائل النحسين في برج السرطان
- رسالة في قدر منفعة الاختبارات
- رسالة في قدر منفعة صناعة الأحكام ومن الرجل المُسمى مُنجماً باستحقاق
- رسالة المُختصرة في حدود المواليد
- رسالة في تحويل سنى المواليد
- رسالة بالاستدلال بالكوسوفات على الحوادث

### في الجدل
- رسالة في الرد على المنانية
- رسالته في الرد على الثنوية
- رسالة في الاحتراس من خدع السوفسطائين
- رسالة في نقض مسائل الملحدين
- رسالة في تثبيت الرُسل عليهم السلام
- رسالة في فاعل الحق الأول التام والفاعل الثاني بالمجاز
- رسالة في الاستطاعة وزمان كونها
- رسالة في الرد على من زعم أن للاجرام في الجو توقفات
- رسالة في بطلان قول من زعم أن بين الحركة الطبيعية والعرضية سكون
- رسالة في أن الجسم في أول إبداعه لا ساكن ولا متحرك ظن باطل
- رسالة في التوحيد بتفسيرات
- رسالة في بطلان قول من زعم في أن جزءا لا يتجزأ
- رسالة في جواهر الأجسام
- رسالة في أوائل الجسم
- رسالة في افتراق الملل في التوحيد، وأنّهم مجموعون على التوحيد، وكل قد خالف صاحبه
- رسالة في التمجيد
- رسالة في البرهان

### في علم النفس
- رسالة في أن النفس جوهر بسيط غير دائ مؤثر في الأجسام
- رسالة في مائية الإنسان والعضو الرئيسي منه
- رسالة في خبر اجتماع الفلاسفة على الرموز العشقية
- رسالة في ما للنفس من ذكره؛ هي في عالم العقل قبل كونها في عالم الحس
- رسالة في علوم النوم والرؤيا وما يرمز به النفس

### في السياسة
- الرسالة الكبري في السياسة
- رسالة في تسهيل سبل الفضائل
- رسالة في دفع الأحزان
- رسالة في سياسة العامة
- رسالة في الأخلاق
- رسالة في التنبيه لى الفضائل
- رسالة في خير فضيلة سقراط
- رسالة في ألفاظ سقراط
- رسالة في محاورة جرت بين سقراط وأرشيجانس
- رسالة في خبر موت سقراط
- رسالة في ما جرى بين سقراط والحرانيين
- رسالة في خبر العقل

### في الإحداثيات

رسالة الكندي في عمل الساعات

- رسالة في الإبانة عن العلّة الفاعلة القريبة للسكون والفساد في الكائنات الفاسدات
- رسالة في العلّة التي لها ثيل أن النار والهواء والماء والأرض عناصر لجميع الكائنات الفاسدة، وهي وغيرها يستحيل بعضها إلى بعض
- رسالة في اختلاف الأزمنة التي يظهر فيها قوى الكيفيات الأربع الأولى
- رسالة في النسب الزمانية
- رسالة في اختلاف أنواع السنة
- رسالة في مائية الزمن والحين والدهر
- رسالة في العلّة التي لها يبرد أعلى الجو ويسخن ما قرب من الأرض
- رسالة في أحداث الجو
- رسالة في الأثر الذي يظهر في الجو ويُسمى كوكباً
- رسالة في كوكب الذوابة
- رسالة في الكوكب الذي ظهر ورصده أياماً حتّى اضمحل
- رسالة في علّة البرد المُسمى برد العجوز
- رسالة في علّة كون الضباب والأسباب المٌحدثة له في أوقاته
- رسالة فيما رُصد من الأثر العظيم في سنة اثنين وعشرين ومئتين للهجرة

### في الأبعاد
- رسالة في أبعاد مسافات الأقاليم
- رسالة في المساكن
- رسالة في الكبرى في الربع السكون
- رسالة في أخبار أبعاد الأجرام
- رسالة في استخراج بعد مركز القمر من الأرض
- رسالة في استخراج آلة وعملها يُستخرج به أبعاد الأجرام
- رسالة في استخراج آلة يُعرف بها بعد المُعاينات
- رسالة في معرفة أبعاد قلل الجبال

### في التقديم
- رسالة في أسرار تقدمة المعرفة
- رسالة في تقدمة المعرفة بالأحداث
- رسالة في تقدمة الخبر
- رسالة في تقدمة الأخبار
- رسالة في تقدمة المعرفة في الإستدلال بالأشخاص السماوّية

### في الأنوع
- رسالة في أنواع الجواهر الثمينة وغيرها
- رسالة في أنواع الحجارة
- رسالة في تلويح الزجاج
- رسالة فيما يُصبغ فيعطي لوناً
- رسالة في أنواع السيوف والحديد
- رسالة فيما يُطرح على الحديد والسيوف حتّى لا تتثلم ولاتكل
- رسالة في الطائر الأنسى
- رسالة في تمويخ الحمام
- رسالة في الطرح على البيض
- رسالة في أنواع النحل وكرائمه
- رسالة في عمل القمقم النبّاح

- رسالة في العطر وأنواعه
- رسالة في كيمياء العطر

رسالة الكندي في عمل السيوف

- رسالة في صنعة أطعمة من غير عناصرها
- رسالة في الأسماء المٌعمّاه
- رسالة في التنبيه على خذع الكيميائيين
- رسالة في أركان الحيل
- رسالة الكبرى في الأجرام الغائصة في الماء
- رسالة في الأثر بين المحسوسين في الماء
- رسالة في المد والجزر
- رسالة في الأجرام الهابطة
- رسالة في عم المرايا المحرقة
- رسالة في عمل سعار المرآة
- رسالة في اللفظ وهي ثلاثة أجزاء أول وثان وثالث
- رسالة في الحشرات مصور عطاردي
- رسالة في علم حدوث الرياح في باطن الأرض المُحدِثة كثير الزلازل والخسوف
- رسالة في جواب أربع عشرة مسئلة طبيعيات سأله عنها بعض اخوانه
- رسالة في جواب ثلاث مسائل سُئِل عنها
- رسالة في قصة المُتفلسف بالسكوت
- رسالة في علّة الرعد والبرق والثلج والبرد والصواعق والمطر
- رسالة في بطلان دعوى المُدعين صنعة الذهب والفضة وخدعهم
- رسالة في الوفاء
- رسالة في الإبانة أن الاختلاف الذي في الأشخاص العالية ليس علّة الكيفيات الأولى كما هي علّة ذلك في التي تحت الكون والفساد

### استشهاد عام
ابن النديم. الفهرست. بيروت - لبنان: دار المعرفة. ص. 358-365. مؤرشف من الأصل في 2020-11-17.